# Discoverer 10
Discoverer 10 – nieudana misja amerykańskiego satelity rozpoznawczego.

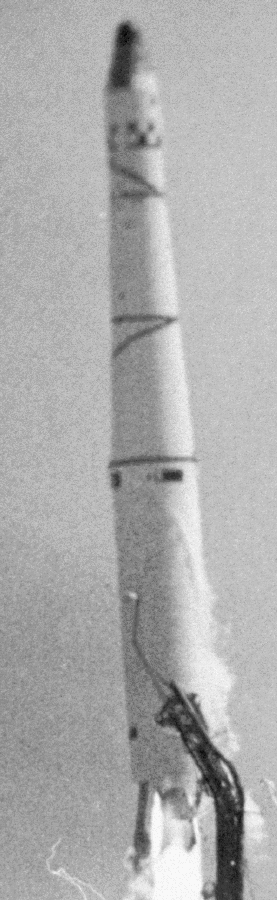
Nieudany start rakiety Thor Agena A z satelitą Discoverer 10, serii Corona KH-1, 19 lutego 1960.

## Przebieg misji
Start odbył się 19 lutego 1960, o godz. 20:15:14 GMT, z bazy lotniczej Vandenberg. Misja Discoverera 10 nie udała się z powodu awarii rakiety nośnej Thor Agena A. Rakieta i statek zostały zniszczone w 56. sekundzie lotu, na wysokości 6 km, radiokomendą wydaną przez oficera ds. bezpieczeństwa. Powodem było osiągnięcie przez rakietę niewłaściwej wysokości.
Satelita przenosił także TOD-2 (Transit-On-Discoverer) – oscylator systemu nawigacyjnego Transit; eksperyment ten należał do programu mającego na celu stworzenie systemu precyzyjnego namierzania satelitów rozpoznawczych.